# 浦項の戦い
浦項の戦い（日本語：ポハンのたたかい、ほこうのたたかい、韓国語：浦項戰鬪、포항 전투、英語：Battle of P'ohang-dong）は、朝鮮戦争中の1950年8月に行われた国連軍及び朝鮮人民軍（以下人民軍）による戦闘。

## 戦闘

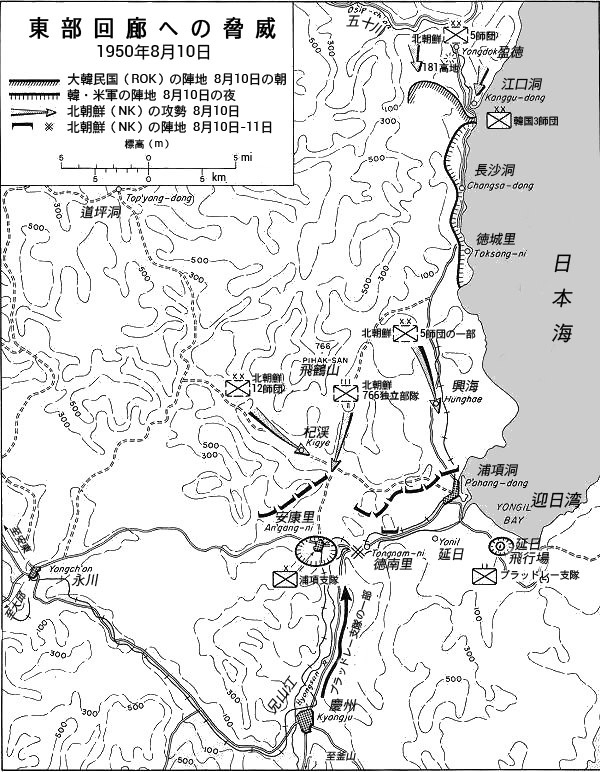
8月10日の状況

浦項は東海岸南部の要地であり、ここを奪取すれば迎日飛行場を脅威し、慶州への進攻の足場となる要衝であった。
7月17日から韓国軍第3師団（師団長：李俊植准将）は浦項北方の盈徳をめぐって人民軍第5師団（師団長：金昌徳少将）と交戦していたが、8月8日夜に韓国軍は盈徳を失陥した。さらに11日には師団の退路を遮断された。第8軍司令官ウォーカー中将は第3師団に人民軍の阻止を命じ、アメリカ軍第2師団に迎日飛行場の警備を命じた。
第2師団副師団長ブラッドレー（Joseph S. Bradley）准将は、第9連隊第3大隊を基幹とするブラッドレー支隊を編成し、迎日飛行場の防御を担当した。
8月初旬、第3師団は浦項女子中学校に後方指揮所（司令官：金載圭少領）を置いていた。しかし第3師団は2個連隊基幹で人民軍と交戦していたため、後方指揮所に部隊を置く余裕がなかった。
8月8日、金錫源准将が師団に赴任する途中、後方指揮所に立ち寄り、口頭で軍需参謀の柳原植少領を浦項地区防衛司令官に任命した。後方指揮所の兵力は、司令部の行政要員、軍楽隊、各地から避難してきた警官約4000人であった。武器は、学徒兵360人が来る予定だったのでその分の小銃をアメリカ軍から支給してもらった。
8月9日、学徒兵360人来る予定であったが、71人だけが無武装で現れた。後方指揮所は小銃を支給して、指揮所の警護に充てた。
8月11日、第766連隊（連隊長：呉振宇大佐）の一部が浦項に進出した。午前4時頃、浦項の裏山で信号弾6発が上がると、一斉に銃の発射音が鳴り響いた。学徒兵は直ちに司令部の外郭に配置され、人民軍と交戦した。8時間にわたって学校を守り、後方指揮所の撤収と軍需資材の運搬を掩護した。この戦闘で47人の学徒兵が戦死した。後方指揮所は軍需品を九龍浦に後送した後、兄山橋で後退する部隊を収容した。
しかしこれで浦項は人民軍に奪取されてしまった。国連空軍機と艦隊は浦項一帯に射撃を集中した。浦項失陥の報告を受けたウォーカー中将は、第9連隊の1個戦車小隊を迎日飛行場に派遣してブラッドレー支隊を増強した。
8月13日、アメリカ軍第40戦闘飛行大隊とそれを支援する空軍部隊は、地上軍との事前調整もなく日本に撤収した。
8月15日、韓国陸軍本部は閔支隊（支隊長：閔キ植大領）に浦項の奪還を命じた。閔支隊は、16日、兄山江南岸に進出して攻撃の準備をした。翌日、避難民に仮装させた14人の偵察隊を派遣すると、浦項は艦砲射撃と爆撃によって廃墟となっており、人民軍は浦項外郭に撤退したことが確認された。
8月18日、閔支隊は浦項を無血で奪還した。ブラッドレー支隊の戦車部隊の支援を受けて人民軍を掃討しながら浦項北側2キロに進出した。閔支隊は、捕虜180人、野砲及び迫撃砲53門、機関銃160挺、小銃940挺を鹵獲した。
8月19日夜、閔支隊は第3師団と交代して大邱北方に移動した。第3師団は興海平地に攻撃を開始した。激戦の末、22日には天馬山（93高地）を奪取して興海平地を瞰制する要線に進出した。しばらく小康状態が続いたが、24日から第5師団は攻勢を開始し、浦項北方の戦線は激化していった。